# Монкуко Торинезе
Монку̀ко Торинѐзе (на италиански: Moncucco Torinese; на пиемонтски: Moncuch, Монкук) е село и община в Северна Италия, провинция Асти, регион Пиемонт. Разположено е на 403 m надморска височина. Населението на общината е 891 души (към 2010 г.).